# Алга (Татишлинський район)
Алга́ (рос. Алга, башк. Алға) — присілок (у минулому селище) у складі Татишлинського району Башкортостану, Росія. Входить до складу Нижньобалтачевської сільської ради.
Населення — 60 осіб (2010; 66 у 2002).
Національний склад:
- удмурти — 95 %